# Denitsa Zlateva
Denitsa Zlateva (née le 16 juillet 1975) est une femme politique bulgare, vice-première ministre de son pays en 2017.